# Henrik Nádler
Henrik Nádler (* 19. März 1901 in Budapest; verschollen seit 1945) war ein ungarischer Fußballspieler.

## Biografie
Henrik „Pubi“ Nádler entstammte einer jüdischen Familie. Seine Eltern waren der Koffermacher Izsák Nádler (gest. 1935) und Roza Acht. Beide hatten sieben Kinder. Die Vorfahren von Roza Acht stammten aus Lwiw. Einer der Söhne des Paares, Illés, starb im Holocaust.
Nádler spielte von 1919 bis 1930 in 107 Partien für den heutigen MTK Budapest FC und gewann mit der Mannschaft sieben Meistertitel sowie zweimal den ungarischen Pokal. 1930 lief Nádler kurzzeitig für den SC Hakoah Wien auf, beendete aber noch im selben Jahr seine Laufbahn.
Er gehörte zur ungarischen Olympiaauswahl für Paris 1924, wurde aber nicht eingesetzt. Zwischen 1924 und 1926 bestritt der linke Mittelfeldspieler mit der Nationalmannschaft sieben Länderausscheide, von denen sechs gewonnen wurden.
Im Anschluss an seine sportliche Laufbahn arbeitete Nádler im väterlichen Betrieb. Er war seit 1928 verheiratet.
Nach der Besetzung Ungarns wurde Nádler 1944 ins Zwangsarbeitslager Ohrdruf verschleppt. Er trug dort die Häftlingsnummer 105.177. Sein Name stand auf der Liste der kranken und schwachen Häftlinge, die von der SS im Februar 1945 ins KZ Bergen-Belsen deportiert wurden. Über sein weiteres Schicksal ist nichts bekannt. Zeitweise wurde angenommen, er sei im KZ Mauthausen oder in Buchenwald umgekommen. Als Todesdaten wurden der 26. Februar oder der 12. Mai 1944 genannt.